# البحر الأبيض المتوسط
البَحْرُ الأَبْيَضُ المُتَوَسِّطُ أو البَحْرُ المُتَوَسِّطُ -سمَّاه العرب قديمًا بَحْرَ الرُّومِ أو البَحْرَ الشَّامِيَّ- هو بحر متصل بالمحيط الأطلسي وتحيط به منطقة البحر الأبيض المتوسط وهو شبه محاط تمامًا بالبر: من الشمال الأناضول وأوروبا ومن الجنوب شمال أفريقيا ومن الشرق بلاد الشام. البحر من الناحية الفنية جزء من المحيط الأطلسي على الرغم من أنه يوصف عادة باعتباره كيانًا مستقلًا تمامًا.
يغطي البحر الأبيض المتوسط مساحة تقارب 2.5 مليون كيلومتر مربع (965,000 ميل مربع)، ولكن نقطة ارتباطه بالأطلسي (مضيق جبل طارق) هي فقط بعرض 14 كم (8.7 ميل). في علم المحيطات، يطلق عليه أحيانا البحر المتوسط الأوروبي أفريقي أو البحر المتوسط الأوروبي لتمييزه عن البحار المتوسطة في أماكن أخرى من العالم. الدول المطلة على البحر المتوسط بترتيب عقارب الساعة هي إسبانيا وفرنسا وموناكو وإيطاليا وسلوفينيا وكرواتيا والبوسنة والهرسك والجبل الأسود وألبانيا واليونان وتركيا وسوريا ولبنان وفلسطين ومصر وليبيا وتونس والجزائر والمغرب، أما دولتا مالطا وقبرص فهما جزيرتان في المتوسط. كما يطل كل من قطاع غزة وإقليمي ما وراء البحار البريطانيان أكروتيري ودكليا وجبل طارق على البحر.
يبلغ وسطي عمق البحر الأبيض المتوسط 1,500 متر (4,900 قدم) حيث أعمق نقطة مسجلة هي 5,267 متر (17,280 قدم) في أعماق كاليبسو في البحر الأيوني.
كان البحر المتوسط عبر التاريخ طريقًا هامًا للتجار والمسافرين من العصور القديمة مما سمح بالتجارة والتبادل الثقافي بين الشعوب الناشئة في حوضه أي في بلاد ما بين النهرين ومصر والفينيقيين وقرطاج والأيبيريين والإغريق والإيليريين وتراقيا والليفانتين ومن بلاد الغال والرومان والعرب والأمازيغ واليهود والسلافيين والثقافات التركية وغيرهم الكثير. يعد دراسة تاريخ منطقة البحر المتوسط أمر بالغ الأهمية لفهم نشأة وتطور العديد من المجتمعات الحديثة. «بالنسبة لثلاثة أرباع الكرة الأرضية، يمثل البحر المتوسط العنصر الموحد لمركز تاريخ العالم.»

## التسمية

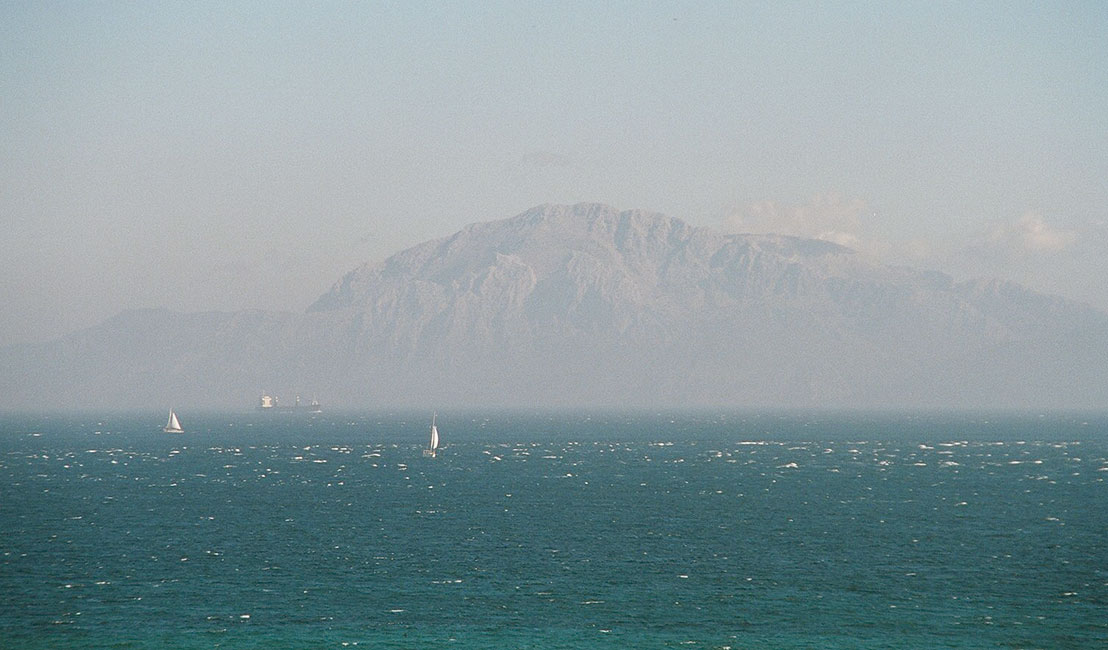
البحر المتوسط - منظر من جزيرة طريف الإسبانية إلى جبال الريف على الساحل المغربي

عرف البحر المتوسط بعدة أسماء خلال التاريخ فعلى سبيل المثال كان الرومان يسمونه "مارِه نوسترُم" أي «بحرنا» بحر الروم. في اللغات الأوروبية يسمى البحر ب«المتوسط» لأنه موجود بين ثلاث قارات وبالتالي فهو يتوسط العالم. يسميه الكتاب المقدس «البحر الكبير» أما بالعبرية الحديثة فيسمى هَيَم هَتِيكُون أي «البحر الأوسط». ويطلق عليه الأتراك «أكدينز» التي تعني البحر الأبيض وذلك لكثرة زبد أمواجه. كان اسمه لدى العرب قديما البحر الشامي (سماه ابن خرداذبة مثلًا «بحر الشام») أو البحر الرومي (أو بحر الروم)، في حين كان يسمّى الحوض الغربي للبحر الأبيض المتوسط بحر المغرب. وسمى بهذا الاسم حيث ذكر في اللغة اللاتينية باسم «ميديتيرانيوس» Mediterraneus والتي تعني «في وسط الأرض».

## التاريخ

فوز البحرية الإسبانية في معركة ليبانتو عام 1571، المعركة الأخيرة كانت بين سفن التجديف.

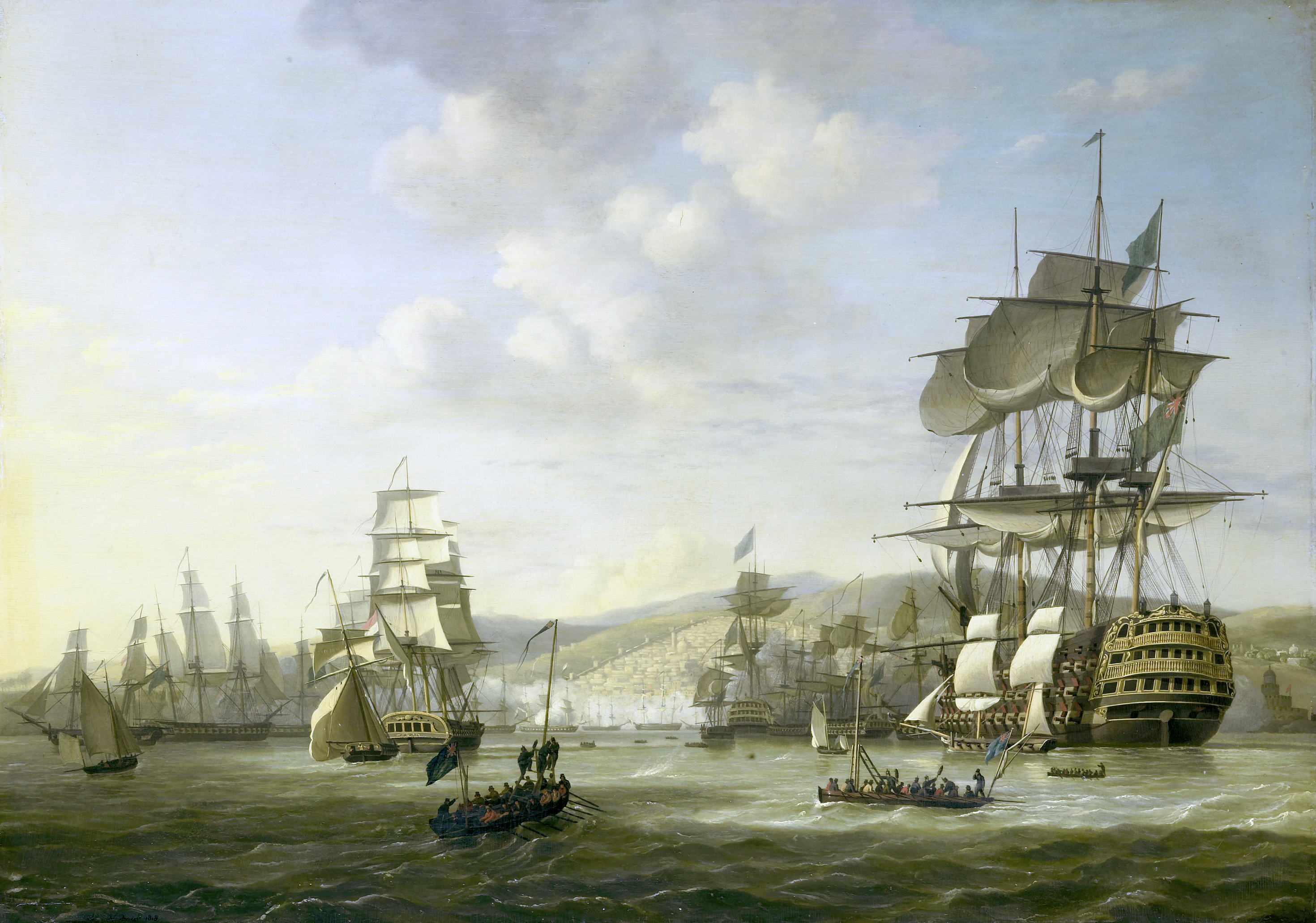
قصف الجزائر من قبل أسطول الأنجلو هولندية؛ لإطلاق سراح العبيد الأوروبية، أغسطس 1816

كان لتاريخ البحر المتوسط تأثير عظيم على تاريخ الشعوب المطلة عليه. فهو سهل التجارة بين هذه الشعوب، وكان السبيل نحو بناء المستعمرات، وشاهدًا على الكثير من الحروب. كما كان من أساسيات الحياة لما قدمه من طعام عن طريق صيد الأسماك على غابر الأزمان.
المناخ المتشابه والتضاريس والروابط البحرية الموحدة المشتركة كل هذه أدت للعديد من الروابط التاريخية والثقافية بين المجتمعات القديمة والحديثة في جميع أنحاء البحر الأبيض المتوسط.
تُعد أهم حضارات العصور التقليدية القديمة في المتوسط الحضارتين الإغريقية والفينيقية. وعندما أسس أغسطس الإمبراطورية الرومانية بدأ الرومان بتسمية البحر المتوسط بـ (Mare Nostrum) (أي: «بحرنا»). بعد ذلك بدأت الإمبراطورية بالتفكك، وفي القرن الخامس انهارت روما بعد عام 476 ميلادي. وكان الشرق تحت هيمنة الإمبراطورية البيزنطية التي تشكلت في النصف الشرقي من الإمبراطورية الرومانية. وكانت هناك قوة أخرى صاعدة في الشرق، ألا وهي القوة الإسلامية. في أعظم توسع لها في التاريخ، وقد سيطرت الخلافة الإسلامية على ثلاثة أرباع منطقة البحر الأبيض المتوسط.
في أواخر العصور الوسطى كانت أوروبا تنتعش، وأصبحت أكثر تنظيمًا، وبدأت الولايات المركزية بالتشكل، وبعد عصر النهضة في القرن الثاني عشر، وبينما جلبت الحملة الصليبية الرابعة الدمار للإمبراطورية البيزنطية صعدت منافساتها التجارية جنوة والبندقية؛ ومرت طرق التجارة الرئيسية من الشرق عبر الإمبراطورية البيزنطية أو الأراضي العربية، ومنها إلى موانئ جنوة وبيزا والبندقية. حيث استوردت السلع الكمالية من بلاد الشام، مثل التوابل والأصباغ والحرير وبيعت في إيطاليا ثم في جميع أنحاء أوروبا، كما كانت طرق التجارة الإيطالية، التي غطت منطقة البحر الأبيض المتوسط وما وراءها أيضًا قنوات رئيسية للثقافة والمعرفة. اتسعت لاحقًا لتصل موانئ الرابطة الهانزية في مناطق بحر البلطيق وشمال أوروبا، مما خلق شبكة اقتصادية أوروبية كانت الأولى منذ القرن الرابع الميلادي. في الشرق استمر نمو الدولة العثمانية، وفي عام 1453 سقطت القسطنطينية بيدهم لتنتهي معها الإمبراطورية البيزنطية. إن نمو وزيادة التفوق البحري للدول الأوروبية واجهه المزيد من التوسع السريع للعثمانيين في المنطقة وبسيطرة ا[ ؟ ]ا[ ؟ ] على الجزائر وانضمامهم إلى أساطيل الدولة العثمانية، أصبحت لهم اليد الطولى في المتوسط، وظل الأمر كذلك حتى معركة ليبانتو عام 1571 بين السلطنة العثمانية وتحالف العصبة المقدسة. لكن الهجمات على السفن ومحاولات السيطرة على البحر وسواحله استمرت. فكانت الأساطيل الفرنسية والإنجليزية والهولندية تضرب السواحل الجنوبية للمتوسط في الجزائر وتونس، وكانت السفن التجارية تُهاجم ويسبي ركابها وملاحوها على يد بحارة شمال أفريقيا من إيالات طرابلس والجزائر وبايات تونس المرتبطة بالعثمانيين، إلى جانب بحارة المغرب، وبحلول القرن التاسع عشر، كانت القوى البحرية الإنجليزية والفرنسية والإسبانية تبحر بسلام مقابل جزية، بينما كانت تُستهدف تجارة الدول الأدنى، ومع استقلال أمريكا عن الإمبراطورية البريطانية، أخرج البريطان السفن الأمريكية من حماية الأسطول البريطاني، فهاجم وأسر الجزائريون سفنا أمريكية في 1785، ودخلت الولايات المتحدة الوليدة في فترات من مفاوضات واخرى من هجمات على سفنها واسترقاق لركابها من القوى البحرية في شمال إفريقيا؛ حتى أن باشا طرابلس يوسف القره مانلي أعلن الحرب على أمريكا. نظمت الولايات المتحدة حملات عسكرية لكسر القوى التي هاجمتها إلى جانب الدول الغربية الأخرى وفي عام 1815، وصل أسطول أمريكي شواطئ الجزائر مجبرا الباي على التفاوض ومثبتا معاهدة مع الجزائر. وفي ثلاثينات القرن التاسع عشر، احتلت فرنسا الجزائر وأنهت قرون من سيطرة البحارة المسلمين على المتوسط. وقد بدأ تطور النقل البحري في المحيطات يؤثر على البحر الأبيض المتوسط بأكمله، فحالما تمر أي رحلة تجارية من الشرق عبر المنطقة، فانه يغني عن الطواف حول أفريقيا للوصول لموانئ المحيط الأطلسي لأوروبا الغربية لاستيراد التوابل، وغيرها من السلع.

## الجغرافيا

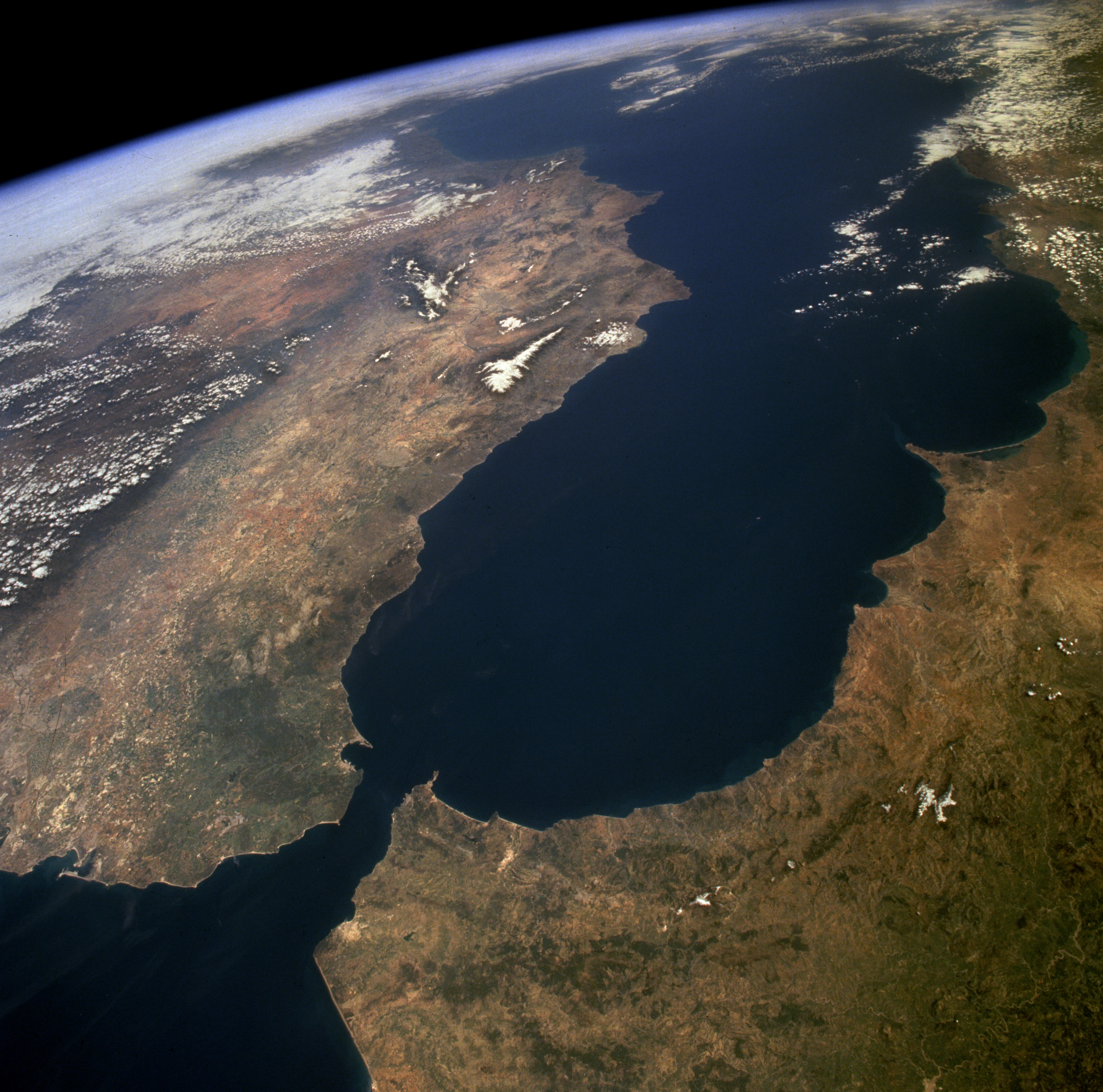
صورة التقطت بالأقمار الاصطناعية من جانب مضيق جبل طارق. في اليسار أوروبا وفي اليمين، أفريقيا.

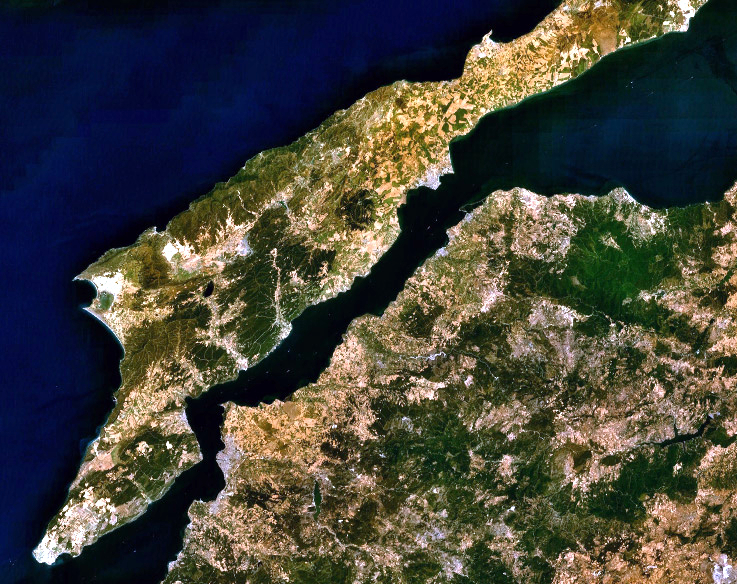
داردانانيلس، الجانب الشمالي شبه الجزيرة جاليبوليو - أوروبا، والجانب الجنوبي هي آسيا.

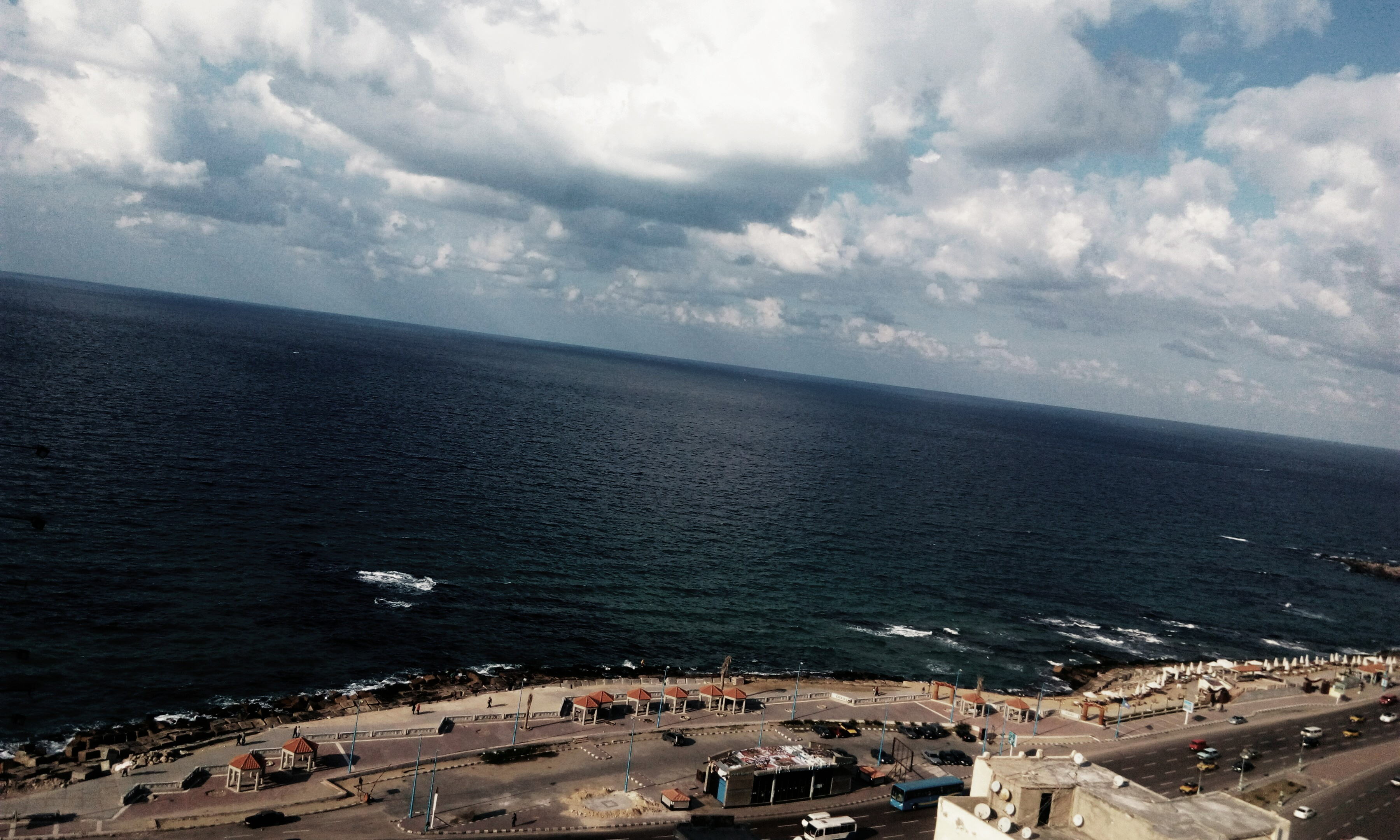
البَحر الأبيض المُوسط، مدينة الإسكندرية، شارع البَحر (الجيش)

يتصل البحر المتوسط بالمحيط الأطلسي من جهته الغربية عن طريق مضيق جبل طارق. ومن جهة الشرق يتصل ببحر مرمرة عن طريق مضيق الدردنيل وبالبحر الأسود عن طريق مضيق البوسفور. ويعد بحر مرمرة امتدادًا وجزءً من البحر المتوسط. ويتصل بالبحر الأحمر في الجنوب عن طريق قناة السويس.
يشمل البحر المتوسط جزر كبيرة منها:
- في الشرق: قبرص، كريت، رودوس، وابية، لسبوس، شيوس[ ؟ ]، كيفالونيا، كورفو، ناكسوس وأندروس.
- في الوسط: سردينيا، كورسيكا، صقلية، كريس، كرك، براك، هفار، باغ، جربة، قرقنة، كوركولا ومالطا.
- في الغرب: إيبيزا، مايوركا ومينوركا (من جزر البليار).

يتميز مناخ البحر الأبيض المتوسط بالحار والجاف صيفا والمعتدل الممطر شتاء. وأهم المحاصيل في المنطقة هي الزيتون، العنب، البرتقال، اليوسفي والفلين.

### الحدود
عرفت المنظمة الهيدروغرافية الدولية (IHO) حدود البحر الأبيض المتوسط على النحو التالي:
يحد البحر المتوسط سواحل كل من أوروبا وأفريقيا وآسيا، في الغرب مداخل الدردنيل عند مضيق جبل طارق وفي الشرق قناة السويس.
وهو مقسمة إلى حوضين عميقين على النحو التالي:
- الحوض الغربي
  - في الغرب: خط الربط لطرفي كل من رأس طرف الغار (في أوروبا) ورأس سبارطيل (في أفريقيا).
  - في الشمال الشرقي: الساحل الغربي لإيطاليا. عند مضيق ميسينا خط الربط من أقصى شمال رأس باتشي (15 ° 42'E) مع رأس بيليرو أقصى الشرق من جزيرة صقلية. والساحل الشمالي لجزيرة صقلية.
  - في الشرق: خط الربط من النقطة الغربية من صقلية رأس ليلبيو (37°47′N 12°22′E / 37.783°N 12.367°E)، إلى الرأس الطيب (في تونس).
- الحوض الشرقي
  - في الغرب: الحدود الشمالية شرقية والشرقية من الحوض الغربي.
  - في الشمال الشرقي: خط الربط كوم كالي (26 ° 11'E) ورأس هيليس[الإنجليزية]، والمدخل الغربي لمضيق الدردنيل.
  - في الجنوب الشرقي: مدخل قناة السويس بورسعيد.
  - في الشرق: سواحل سوريا وفلسطين ولبنان.

### جغرافيا بحرية

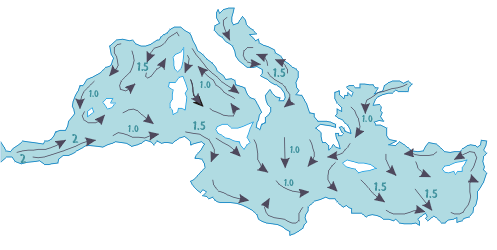
التيارات الشائعة في يونيو

تتأثر المناطق غير الساحلية بظروف البحر الأبيض المتوسط، على سبيل المثال المد والجزر محدودة بسبب الاتصال الضيق بالمحيط الأطلسي. إن المد والجزر في البحر المتوسط محدودة وذلك بسبب إحاطته بالأرض من معظم النواحي. من خصائص البحر الأبيض المتوسط المميزة لونه الأزرق الداكن.
إن نسبة التبخر في البحر المتوسط تتجاوز بكثير نسبة هطول الأمطار وجريان الأنهار إليه، وهذه هي حقيقة مركزية دوران المياه داخل الحوض. يكون التبخر عاليا خاصة في النصف الشرقي، مما تسبب في انخفاض منسوب المياه وزيادة الملوحة شرقا. هذا الضغط المتدرج يدفع المياه الباردة نسبيا ومنخفضة الملوحة من المحيط الأطلسي إلى الحوض؛ فتصبح دافئة وأكثر ملوحة ثم تتجه شرقا، ثم تتوزع في منطقة بلاد الشام وتدور غربا، إلى امتداد مضيق جبل طارق. بالتالي، تتجه مياه البحر شرقا إلى مياه المضيق السطحية.

### الدول المحيطة
| - أفريقيا (من الغرب إلى الشرق): - المغرب - الجزائر - تونس - ليبيا - مصر | - آسيا (من الشمال إلى الجنوب): - تركيا - سوريا - قبرص - قبرص الشمالية - لبنان - إسرائيل - فلسطين | - أوروبا (من الشرق إلى الغرب): - اليونان - ألبانيا - الجبل الأسود - البوسنة والهرسك - كرواتيا - سلوفينيا - مالطا - إيطاليا - موناكو - فرنسا - إسبانيا - جبل طارق |

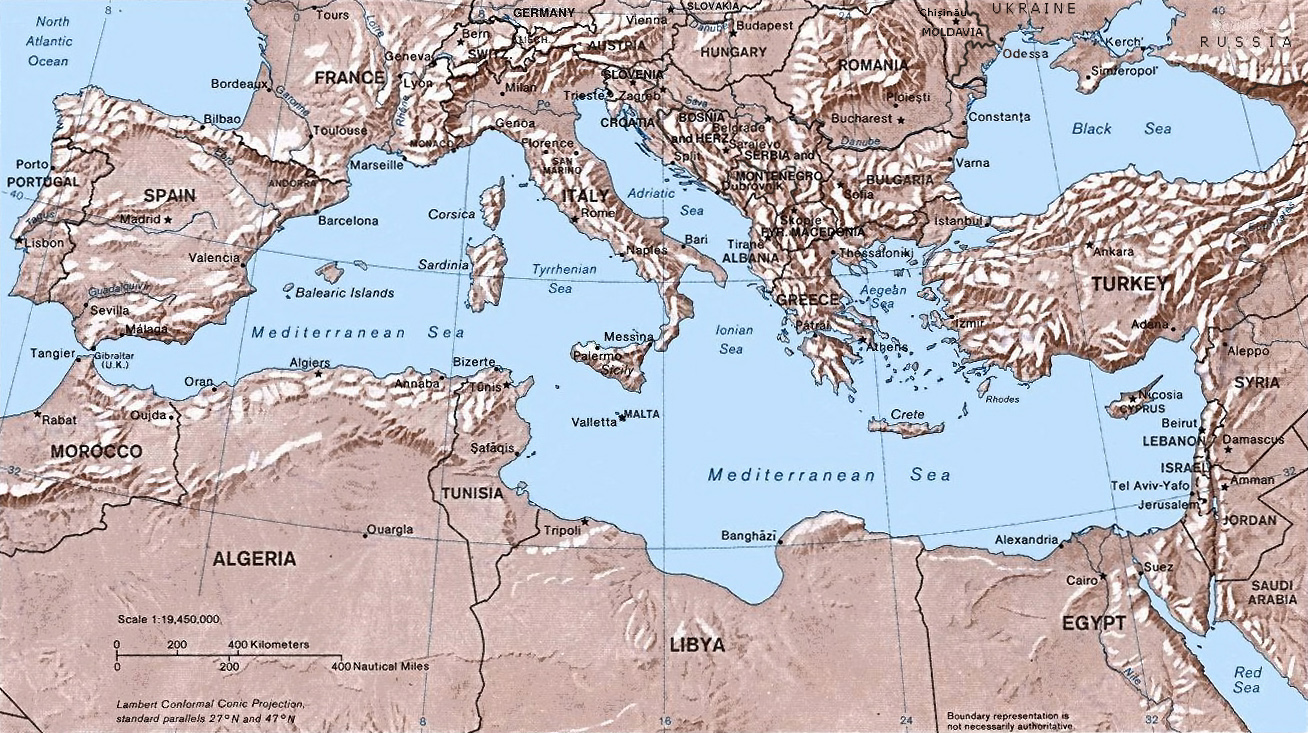
خريطة البحر المتوسط

تعتبر تركيا ومصر من الدول العابرة للقارات. وتعتبر الجزر الواقعة في أقصى جنوب إيطاليا، والجزر البلاجية، جيولوجيا جزءا من القارة الأفريقية.
وهناك أراضي أيضا عديدة على حدود البحر المتوسط (من الغرب إلى الشرق):
- جبل طارق من أقاليم ما وراء البحار البريطانية.
- مدينتي الحكم الذاتي الإسباني سبتة ومليلية والجزر المجاورة.
- القواعد عسكرية ذات السيادة البريطانية (أكروتيري ودكليا).

أندورا، الأردن، البرتغال، سان مارينو، مدينة الفاتيكان، مقدونيا وصربيا على الرغم من أن هذه البلدان لا تقع على حدود البحر، فإنها غالبا ما تعتبر من بلدان البحر الأبيض المتوسط بمعنى أشمل نظرا لمشاركتها بمناخ البحر الأبيض المتوسط وحيواناته ونباتاته، وروابطهم الثقافية مع البلدان المتوسطية الأخرى.
عواصم البلدان المستقلة والمدن الكبرى ذات الكثافة السكانية أكبر من 200,000 نسمة والمطلة على البحر المتوسط هي:
«مالقة» و«قرطاجنة» و«أليكانتي» و«بلنسية» و«ميورقة» و«برشلونة» و«مرسيليا» و«نيس» و«موناكو» و«جنوا» و«روما» و«نابولي» و«باليرمو» و«قطانية» و«ميسينا» و«فاليتا» و«تارانتو» و«باري» و«البندقية» و«تريستي» و«سبليت» و«دراس» و«باتراس» و«أثينا» و«سالونيك» و«ازمير» و«أنطاليا» و«مرسين» و«طرسوس» و«أضنة» و«اللاذقية» و«طرابلس» (لبنان) و«بيروت» و«حيفا» و«تل أبيب» و«أشدود» و«غزة» و«بورسعيد» و«دمياط» و«إدكو» و«الإسكندرية» و«بنغازي» و«طبرق» و«طرابلس» (ليبيا) و«مصراتة» «صفاقس» و«تونس» و«عنابة» و«الجزائر العاصمة» و«وهران» و« الناظور» و« تطوان» و« طنجة».

### الأقسام الفرعية
وفقا للمنظمة الهيدروغرافية الدولية فإن البحر المتوسط ينقسم إلى عدد من المسطحات المائية الصغيرة، ولكل منها تسمية خاصة بها (من الغرب إلى الشرق):
- مضيق جبل طارق؛
- بحر البوران، بين إسبانيا والمغرب؛
- البحر البالياري، بين بر إسبانيا الرئيسي وجزر الباليار؛
- البحر الليغوري بين كورسيكا وليغوريا (إيطاليا)؛
- البحر التيراني محاط بسردينيا، شبه الجزيرة الإيطالية وصقلية؛
- البحر الأيوني بين إيطاليا وألبانيا واليونان؛
- البحر الأدرياتيكي بين إيطاليا، سلوفينيا، كرواتيا، البوسنة والهرسك، الجبل الأسود، ألبانيا؛
- بحر إيجة بين اليونان وتركيا.

#### البحار الأخرى
وإن لم يكن معترف بها من قبل اتفاقية المنظمة الهيدروغرافية الدولية، فإن هناك بعض البحار الأخرى التي كانت أسماؤها شائعة في العصور القديمة، أو في الوقت الحاضر:
- بحر كاتالونيا بين شبه الجزيرة الإيبيرية وجزر البليار، كجزء من البحر البالياري.
- بحر سردينيا بين سردينيا وجزر البليار، كجزء من البحر البالياري.
- بحر صقلية بين صقلية وتونس.
- البحر الليبي بين ليبيا وجزيرة كريت.
- في بحر إيجة
  - بحر ثراسيا في شمالها.
  - بحر مايرتونا بين كيكلادس وبيلوبونيز.
  - بحر كريت شمال جزيرة كريت.
- بحر قيليقية بين تركيا وقبرص.

#### الخصائص الأخرى
يوجد في الأساطير المحلية والفولكلور كثير من المميزات للبحار الصغيرة وقد اشتقت أسمائها من هذه الروابط. وبالإضافة إلى البحار، فقد اعترف أيضا بوجود عدد من الخلجان والمضائق:
- خليج سان جورج، في بيروت، لبنان.
- رأس ابن هاني في اللاذقية، سوريا.
- رأس البسيط في شمال سوريا.
- خليج المينا البيضا بالقرب من أوغاريت القديمة، سوريا.
- مضيق جبل طارق، ويربط بين المحيط الأطلسي إلى البحر الأبيض المتوسط ويفصل إسبانيا من المغرب.
- خليج جبل طارق[الإنجليزية]

، في الطرف الجنوبي من شبه الجزيرة الإيبيرية.
- خليج كورينث، بحر مغلق بين البحر الأيوني وقناة كورينث.
- خليج باجستيك[الإنجليزية]
- خليج سرت، بين تونس وبرقة (شرق ليبيا).
- مضيق صقلية، بين صقلية وتونس.
- خليج الجزائر، في الجزائر العاصمة، الجزائر.
- قناة كورسيكا، بين كورسيكا وإيطاليا.
- مضيق بونيفاسيو وخليج فولوس، جنوب خليج ثرميك التي تشكلت من شبه جزيرة جبل بيليون.
- خليج سارونيك، خليج أثينا، بين قناة كورينث وبحر ميرتوان.
- خليج ثرميك وخليج سالونيك، وتقع في منطقة شمال اليونان لمقدونيا[ ؟ ].
- خليج كفرنر، كرواتيا.
- خليج ليون، جنوب فرنسا.
- خليج فالنسيا، شرق إسبانيا.
- مضيق ميسينا بين صقلية وإصبع القدم لإيطاليا.
- خليج جنوى، شمال غرب إيطاليا.
- خليج البندقية، شمال شرق إيطاليا.
- خليج تريستي، شمال شرق إيطاليا.
- خليج تارانتو، جنوب إيطاليا.
- خليج ساليرنو، جنوب غرب إيطاليا.
- خليج جايتا، جنوب غرب إيطاليا.
- خليج سكويلاس، جنوب إيطاليا.
- مضيق أطرانط، بين إيطاليا وألبانيا.
- خليج حيفا، بين حيفا وعكا.

، بين سردينيا وكورسيكا.
- خليج إسكندرونة، بين إسكندرونة وأضنة (تركيا).
- خليج انطاليا[الإنجليزية]، بين شرق وغرب شواطئ انطاليا (تركيا).
- خليج كوتور، في جنوب غرب الجبل الأسود وجنوب شرق كرواتيا.
- قناة مالطة، وبين صقلية ومالطا.

## المناخ
|            | يناير | فبراير | مارس | أبريل | مايو | يونيو | يوليو | أغسطس | سبتمبر | أكتوبر | نوفمبر | ديسمبر |
| ---------- | ----- | ------ | ---- | ----- | ---- | ----- | ----- | ----- | ------ | ------ | ------ | ------ |
| مرسيليا    | 13    | 13     | 13   | 14    | 16   | 18    | 21    | 22    | 21     | 18     | 16     | 14     |
| برشلونة    | 13    | 13     | 13   | 14    | 17   | 20    | 23    | 25    | 23     | 20     | 17     | 15     |
| بلنسية     | 14    | 13     | 14   | 15    | 17   | 21    | 24    | 26    | 24     | 21     | 18     | 15     |
| نابولي     | 15    | 14     | 14   | 15    | 18   | 22    | 25    | 27    | 25     | 22     | 19     | 16     |
| ملقة       | 16    | 15     | 15   | 16    | 17   | 20    | 22    | 23    | 22     | 20     | 18     | 16     |
| جبل طارق   | 16    | 15     | 16   | 16    | 17   | 20    | 22    | 22    | 22     | 20     | 18     | 17     |
| أثينا      | 16    | 15     | 15   | 16    | 18   | 21    | 24    | 24    | 24     | 21     | 19     | 17     |
| كاندية     | 16    | 15     | 15   | 16    | 19   | 22    | 24    | 25    | 24     | 22     | 20     | 18     |
| مالطا      | 16    | 16     | 15   | 16    | 18   | 21    | 24    | 26    | 25     | 23     | 21     | 18     |
| بافوس      | 18    | 17     | 17   | 18    | 20   | 24    | 26    | 27    | 26     | 24     | 22     | 19     |
| لارنكا     | 18    | 17     | 17   | 18    | 20   | 24    | 26    | 27    | 27     | 25     | 22     | 19     |
| ليماسول    | 18    | 17     | 17   | 18    | 20   | 24    | 26    | 27    | 27     | 25     | 22     | 19     |
| الإسكندرية | 18    | 17     | 17   | 18    | 20   | 23    | 25    | 26    | 26     | 25     | 22     | 20     |
| فلسطين     | 17    | 15     | 15   | 16    | 19   | 22    | 24    | 27    | 25     | 24     | 20     | 16     |

## الجيولوجيا
إن التاريخ الجيولوجي لمنطقة البحر المتوسط معقد. فقد شاركت في التفكك التكتوني ثم الاصطدام لكل من الصفيحة الأفريقية والصفيحة الأوراسية. ووقعت أزمة العصر المسيني الملحية في أواخر العصر الميوسيني (ما بين 12 إلى 5 ملايين سنة مضت) عندما جف البحر الأبيض المتوسط. وجيولوجيا يعتبر البحر الأبيض المتوسط تحت القشرة المحيطية.
يبلغ متوسط عمق البحر المتوسط 1,500 متر (4,900 قدم) وأعمق نقطة مسجلة 5,267 متر (17,280 قدم) في أعماق كاليبسو في البحر الايوني. يمتد الساحل 46,000 كيلومترا (29,000 ميل). تجد سلسلة تلال تحت البحر في (مضيق صقلية) بين صقلية وساحل تونس ويقسم البحر لمنطقتين فرعيتين رئيسية (والتي بدورها تنقسم إلى تقسيمات فرعية) غرب البحر الأبيض المتوسط وشرق المتوسط. يغطي مساحة غرب البحر الأبيض المتوسط حوالي 0.85 مليون كلم ² (0.33 مليون ميل مربع) وشرق المتوسط حولي 1.65 مليون كلم ² (0.64 مليون ميل مربع).

### التطور التكتوني
تطور البحر الأبيض المتوسط جيوديناميكيا عن طريق التقارب بين اللوحتين الأوروبية والأفريقية. وما يساعد هذه العملية هو الفارق للانتشار الطويل لتلال المحيط الأطلسي، مما يؤدي إلى إغلاق محيط تيثيس وفي نهاية المطاف التكون لجبال الألب. لذلك، فإن البحر الأبيض المتوسط أيضا يحتوي على الأحواض الممتدة على نطاق واسع وأقواس تكتونية منتقلة استجابة لتكوين الأراضي الغير ساحلية.
وفقا لتقرير نشرته مجلة نيتشر في عام 2009 يعتقد فيه العلماء أن البحر الأبيض المتوسط وقد امتلأ معظمه خلال فترة زمنية أقل من سنتين في فيضان كبير (فيضان حقبة الزانكلي Zanclean في العصر البليوسيني) الذي وقع قبل حوالي 5.33 مليون سنة مضت، حيث تدفقت المياه إليه من المحيط الأطلسي عبر مضيق جبل طارق، وذلك يعادل معدل تدفق نهر الأمازون ثلاث مرات.
- شرق البحر الأبيض المتوسط

حدث تصادم في العصر الميوسيني الأوسط بين الصفيحة العربية والصفيحة الأوراسية أدت إلى فصل محيط تيثيس عن المحيط الهندي. أدت هذه العملية إلى إحداث تغييرات عميقة في أنماط الدوران المحيطي، التي حولت المناخ العالمي لأحوال جوية أكثر برودة. خضع القوس الهيليني التي تتكون الأراضي المغلقة فيه إلى انتشار واسع النطاق امتد خلال 20 مليون سنة ماضية بسبب عملية تراجع الصفيحة. وبالإضافة إلى ذلك، شهد القوس الهيليني مرحلة دوران سريع خلال العصر البليستوسيني عكس عقارب الساعة في الأجزاء الشرقية ومع اتجاه عقارب الساعة في الجزء الغربي.
- وسط البحر الأبيض المتوسط

إن افتتاح الأحواض المحيطية الصغيرة وسط البحر الأبيض المتوسط سبب عمليتي انتقال الخندق وفتح القوس الخلفي وقد حدث هذا خلال اخر 30 مليون سنة مضت. تتصف هذه المرحلة بدوران كتلة كورسيكا-سردينيا باتجاه عكس عقارب الساعة وأستمرت حتى حقبة لانيان (Langhian قبل 16 مليون سنة)، وتبعها عزل قشرة على طول الهامش في شمال أفريقيا. وفيما بعد، أدت إزاحة هذا التشوه الممتد في القشرة إلى توسع حوض تارنيان.
- غرب البحر الأبيض المتوسط

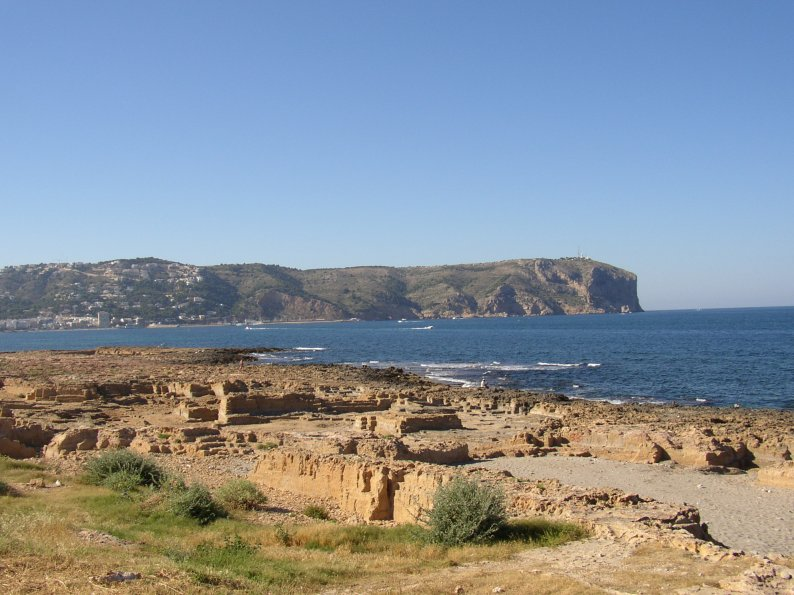
كابو دي سان أنطونيو.

منذ الحقبة الوسطى حتى حقبة تيرتياري، وخلال التقارب بين أفريقيا وأيبيريا تكونت أحزمة جبال بتيك-الريف. وتشتمل النماذج التكتونية لتطورها ما يلي: الحركة السريعة لصفيحة البران ومنطقة الاندساس والانهيار ألشعاعي الممتد الناجم عن التوصيل الحراري من غطاء الطبقة الصخرية. وقد أدى تطور حوضي بتيك والريف إلى ظهور منفذين بحريين كانا مغلقين بتدرج في أواخر العصر الميوسيني عن طريق تفاعل عمليتي التكتونية والذبذبات الايوستاتية الجليدية.

### تحليل البيئة الأحفورية
إن تركيب البحر الشبه مغلق يجعل من الصعوبة على مداخل المحيطات السيطرة على التدوير والتطور البيئي في البحر الأبيض المتوسط. وتتم اشكال حركة الدوران للمياه من قبل عدة عوامل تفاعلية مثل المناخ وقياس الأعماق، والتي تؤدي إلى ترسب المتبخرات.وفي أواخر العصر الميوسيني حدث ما يسمى (MSC) «أزمة العصر المسيني الملحية» والتي تسببت في إغلاق مدخل الأطلسي. وقد تراكمت الرواسب التبخرية في حوض البحر الأحمر (في أواخر الميوسيني) وفي منخفضات الكربات (في منتصف الميوسيني) وفي كامل منطقة البحر الأبيض المتوسط (في المسيني). وتقدر المدة الزمنية الحقيقية «لأزمة ملوحة العصر المسيني» بـ 5.96 ملايين سنة ويعتبر هذا إنجاز فلكي حديث، ويبدو أن هذا قد حدث بشكل متزامن. ومن المفترض ان تكون بداية «أزمة ملوحة العصر المسيني» تكتونية المنشأ، وقد تكون للمراقبة الفلكية (الامركزية) علاقة في ذلك. ويوجد عادة في حوض البحر الأبيض المتوسط طين المشطورات تحت رواسب المتبخرات، مما يشير (وإن لم يكن واضحا حتى الآن) وجود علاقة بين نشأتيهما.
إن تكون المدخل الأطلسي الحالي «مضيق جبل طارق» كان في بدايات العصر البليوسين. وقد كان يوجد في الماضي رابطين آخرين يصلان المحيط الأطلسي بالبحر الأبيض المتوسط هما: ممر بيتك (جنوب إسبانيا) وممر الريف (شمال المغرب). كان انغلاق البحر المتوسط السابق في العصر التورتيني، مما نتج عنه «أزمة العصر التورتيني الملحية» قبل وقت كاف من «أزمة العصر المسيني الملحية»، وضل الانغلاق الأخير حوالي 6 ملايين سنة، مما أتاح للحيوانات الثديية التنقل بين أفريقيا وأوروبا. في الوقت الحاضر، تعتبر نسبة التبخر أكثر من نسبة إنتاج المياه من الأنهار وهطول الأمطار، وبذلك تصبح الملوحة في البحر المتوسط أعلى مما كانت عليه في المحيط الأطلسي. ونتج عن هذا الظروف في تدفق مياه البحر الأبيض المتوسط العميقة المالحة والدافئة خارجا عبر جبل طارق، وبالتالي يقابله تدفق التيارات السطحية الأقل ملوحة للمياه المحيطية الباردة.
كان يعتقد سابقا أن البحر الأبيض المتوسط من بقايا محيط تيثيس. وفي الوقت الحالي معروف انه كان حوض محيط ذو تركيبة صغيرة يعرف باسم نيوتيثس. وقد تشكل محيط نيوتيثس من تصدع الصفيحتين الأفريقية والآسيوية في أواخر العصر الترياسي وبداية الجوراسي.

## المناخ القديم
إن للبحر الأبيض المتوسط حساسية خاصة للتغيرات المناخية، بسبب موقعه في خط العرض والتركيبة المغلقة، كما تبين الصخور الرسوبية. فمنذ تأثر البحر الأبيض المتوسط في ترسبات العواصف الترابية القادمة من الصحراء الكبرى خلال فترات جفاف البحر وانتشار فتات الصخر النهري خلال فترة وجود الماء في البحر، والوحل المتعفن (السابروبيل) البحري المحمول بشكل متتابع، فكلها تقدم معلومات مناخية عالية الدقة. وقد استخدمت هذه البيانات في إعادة بناء مقاييس زمن فلكية موزونة للتقييم 9 ملايين سنة الأخيرة من تاريخ الأرض، مما ساعد في معرفة وقت انعكاس الأقطاب المغناطيسية في الماضي. وعلاوة على ذلك، فإن الدقة العالية لسجلات المناخ القديم حسنت معرفتنا لتغيرات مدار الأرض في الماضي.

## علم البيئة والكائنات الحية

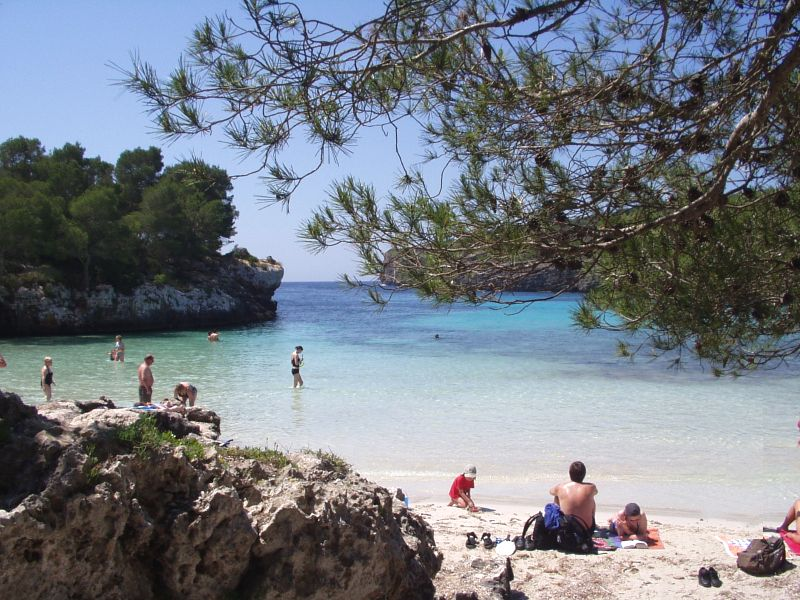
شاطئ توركوتا، في جزيرة منورقة الإسبانية.

نتيجة لجفاف البحر خلال «أزمة العصر المسيني الملحية»، انتقلت الكائنات البحرية إلى البحر الأبيض المتوسط بشكل رئيسي من المحيط الأطلسي.يعتبر شمال الأطلسي ابرد بكثير وأكثر موارد غذائية من البحر الأبيض المتوسط، وكان على كائنات البحر الأبيض المتوسط ان تتأقلم مع ظروفه المختلفة في الخمس ملايين سنة بعد غرق الحوض بالمياه.
يعتبر بحر البران منطقة متنقلة بين بحرين حيث يحتوي على مزيج من أصناف البحر الأبيض المتوسط والمحيط الأطلسي. يعيش في بحر البران الكثير من دلافين المنقار في غرب البحر الأبيض المتوسط، وهي موطن اخر أنواع دلافين الميناء في منطقة البحر الأبيض المتوسط، وأساس تغذية سلاحف البحر كبيرة الرأس الموجودة في أوروبا. ويوجد في بحر البران أهم نشاط لصيد الأسماك التجارية مثل السردين وسمك أبو سيف وذلك سنة 2003، وقد أثارت المخاوف للصندوق الدولي للحياة البرية بشأن الصيد الواسع النطاق الذي يهدد اعدادا كبيرة من الدلافين والسلاحف، والحيوانات البحرية الأخرى.

## التهديدات البيئية

### التنوع البيولوجي

#### الكائنات المجتاحة
لقد سبب افتتاح قناة السويس عام 1869 أول مرور للمياه المالحة بين البحر المتوسط والبحر الأحمر. ويعتبر البحر الأحمر أعلى من شرق البحر الأبيض المتوسط، وبالتالي فإن القناة بمثابة مضيق المد والجزر يسكب مياه البحر الأحمر إلى البحر المتوسط. البحيرات المرة وهي بحيرات طبيعية شديدة الملوحة تشكل جزءا من القناة، وقد منعت هجرة كائنات البحر الأحمر إلى البحر المتوسط لعدة عقود، ولكن بعد التعادل التدريجي لملوحة البحيرات مع البحر الأحمر فقد ازيل الحاجز الذي منع الهجرة لهذه الكائنات، وبدأت النباتات والحيوانات المهاجرة من البحر الأحمر في استعمار شرق المتوسط. يعتبر البحر الأحمر عامة أكثر ملوحة وأقل موارد غذائية من المحيط الأطلسي، ولذلك فإنه يعتبر شرق المتوسط المالح وقليل الموارد الغذائية لصالح كائنات البحر الأحمر أكثر من كائنات الأطلسي. وبناء عليه، فإن كائنات البحر الأحمر هي التي غزت الكائنات المحلية في البحر الأبيض المتوسط، وليس العكس؛ وتعرف هذه الظاهرة باسم هجرة الكائنات البحرية. وقد سبب بناء السد العالي في أسوان الذي يقطع نهر النيل في الستينات إلى خفض تدفق المياه العذبة والطمي الغنية بالعناصر المغذية من النيل إلى شرق المتوسط مما يجعل ظروف تأثير الكائنات المجتاحة تتفاقم.
أصبحت الكائنات المجتاحة عنصرا رئيسيا من عناصر النظام البيئي للبحر الأبيض المتوسط ولها آثار خطيرة على بيئة البحر حيث تهدد العديد من الأنواع المحلية والمستوطنة. في أول نظرة على بعض المجموعات من الكائنات الغريبة تبين أن أكثر من 70% من عشريات الأرجل غير أصلية الموطن وحوالي 63% من الأسماك الغريبة التي في البحر الأبيض المتوسط اصلها من المحيط الهادي الهندي، وتعتبر كائنات دخيلة على البحر الأبيض المتوسط عبر قناة السويس. وهذا يجعل القناة أول طريق لوصول الكائنات الدخيلة للبحر الأبيض المتوسط. وقد تبين أن تأثير بعض الكائنات البحرية المهاجرة كبيرا وخصوصا في حوض البحر الأبيض المتوسط الشامي، حيث تم استبدال الكائنات المحلية وتحولها إلى «مألوفا». وفقا لتعريف الاتحاد العالمي للحفاظ على الطبيعة ومواردها، فضلا عن اتفاقية التنوع البيولوجي (CBD) ومصطلحات اتفاقية رامسار فإن هذه الكائنات تعتبر غريبة، لأنها ليست من أصول البحر الأبيض المتوسط، وأنها خارج مناطق توزيعها العادي الذي هو منطقة المحيطين الهندي والهادئ.
عندما نجحت هذه الكائنات في إقامة مستعمراتها في البحر الأبيض المتوسط، وبدأت تنافس الكائنات الأصلية لتحل محلها فتصبح «الكائنات المجتاحة الغريبة»، لأنها مسؤولة عن التغيير والتهديد للتنوع البيولوجي الأصلي. وفي إطار اتفاقية التنوع البيولوجي (CBD)، تشير «المقدمة» للدلالة على أن انتقال الكائنات الغريبة خارج نطاقها الطبيعي (الماضي أو الحاضر) بسبب صنع البشر، بصفة مباشرة أو غير مباشرة. وفي السنوات الأخيرة، أثارت علماء الأحياء البحرية مخاوف من إعلان الحكومة المصرية عن عزمها لتعميق وتوسيع قناة، وأن مثل هذا العمل لن يؤدي إلا غزو كائنات البحر الأحمر لبحر الأبيض المتوسط، وتسهل القناة لعبور كائنات إضافية.

#### وصول كائنات استوائية جديدة من الأطلسي
في العقود الأخيرة، أصبح وصول الكائنات الاستوائية الغريبة من المحيط الأطلسي سمة ملحوظة. إذ يعكس التوسع في المساحة الطبيعية لهذه الكائنات التي تدخل الآن للبحر المتوسط عبر مضيق جبل طارق، وذلك بسبب ارتفاع درجة حرارة المياه الذي سببتها ظاهرة الاحترار العالمي، أو التوسع لحركة النقل البحري، أو ببساطة نتيجة للكثافة العالية للتحقيق العلمي، ولا تزال المسألة مفتوحة. في حين انها ليست حادة كانتقال «الكائنات البحرية»، والعملية جديرة بأن تدرس وترصد.

### ارتفاع مستوى سطح البحر
قد تكون أوروبا أقل عرضة لتهديدات ارتفاع منسوب البحار من مناطق الدول النامية. ومع ذلك، يتبين أن النظام البيئة الساحلي مهدد، لا سيما في البحار المغلقة مثل بحر البلطيق[ ؟ ] والبحر المتوسط والبحر الأسود. لا يوجد لهذه البحار الا ممرات صغيرة فقط، وبأتجاهات رئيسية بين الشرق والغرب، والتي قد تحد من النزوح شمالا للكائنات الحية في هذه المناطق. قد يكون ارتفاع مستوى سطح البحر في القرن المقبل (2100) ما بين 30 سم (12 بوصة) و100 سم (39 بوصة) والتغير في درجات الحرارة من 0.05 إلى 0.1 درجة مئوية في أعماق البحار وهي كافية لإحداث تغييرات كبيرة في كثرة الكائنات والتنوع الوظيفي.

### التلوث
في السنوات الأخيرة كان التلوث مرتفع جدا في هذه المنطقة. وقد قدر برنامج الأمم المتحدة للبيئة كمية التلوث بـ 650,000,000 طن من مياه الصرف الصحي، 129,000 طن من الزيت المعدني، 60,000 طن من الزئبق، 3,800 طن من الرصاص[ ؟ ] و36,000 طن من الفوسفات تضخ في منطقة البحر الأبيض المتوسط كل عام. تهدف اتفاقية برشلونة إلى 'الحد من تلوث البحر الأبيض المتوسط وحماية وتحسين البيئة البحرية في المنطقة، مما يسهم في تحقيق التنمية المستدامة.' نفق الكثير من الكائنات البحرية بسبب التلوث في البحر. وأحد هذه الكائنات فقمة الراهب المتوسط الذي يعتبر من بين الثدييات البحرية المهددة بالانقراض في العالم.
تعاني منطقة البحر الأبيض المتوسط أيضا من المخلفات البحرية. فقد أفادت دراسة عام 1994 مستخدمين شبكات الصيد في قاع البحر حول سواحل إسبانيا وفرنسا وإيطاليا وتبين وجود كثافة عالية من المخلفات البحرية ؛ بمتوسط 1,935 صنف لكل كيلومتر مربع. شكلت مخلفات البلاستيك 76 ٪، منها 94% أكياس بلاستيك.

### النقل البحري
يعتبر البحري في البحر الأبيض المتوسط من طرق النقل البحري المزدحمة في العالم. ويقدر أن ما يقرب من 220,000 سفينة تجارية تحمل أكثر من 100 مليون طن عبر البحر المتوسط كل عام—تعد ثلث الشحن التجارية الكلي في العالم. في كثير من الأحيان تحمل هذه السفن بضائع خطرة، والتي إذا فقدت فستؤدي إلى أضرار جسيمة على البيئة البحرية.
يعتبر تفريغ خزانات المواد الكيميائية والنفايات الزيتية من المصادر الرئيسية للتلوث البحري. يشكل البحر الأبيض المتوسط 0.7% من المياه السطحية العالمية ويتلقى 17% من تلوث النفط البحري عالميا. وتشير التقديرات إلى أنه في كل عام ما بين 100,000 - 150,000 طن من النفط الخام يتم تفريغها عمدا في البحر من أنشطة الشحن.
يتم نقل ما يقارب 370,000,000 طن من النفط سنويا في البحر الأبيض المتوسط (أكثر من 20% من المجموع العالمي)، وتعبر البحر كل يوم حوالي 250 - 300 ناقلة نفط. تحدث حوادث التسرب النفطي كثيرا بمتوسط 10 مرات سنويا. وقد يحدث تسرب نفطي كبير في أي وقت وفي أي جزء من البحر الأبيض المتوسط.

### السياحة

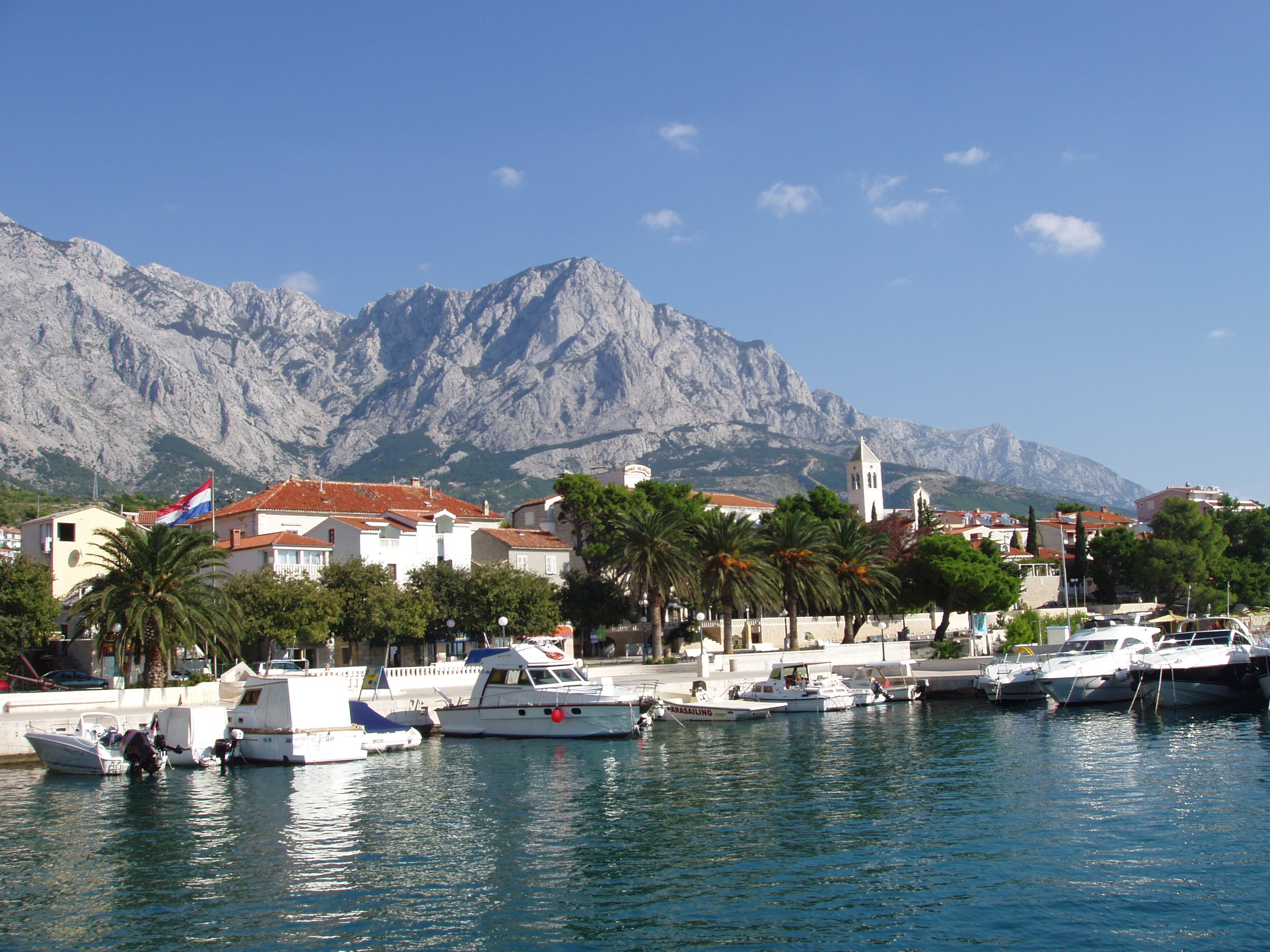
تقع باسكا فودا على ساحل البحر الأدرياتيكي في دالماسيا 10 كم شمال غرب ماكارسكا

إن المزيج من المناخ اللطيف مع السواحل الجميلة والتاريخ وثقافة غنية متنوعة في منطقة البحر الأبيض المتوسط تجعله أكثر الوجهات السياحية شعبية في العالم - فقد جذب ما يقرب من ثلث سياح دول العالم.
تعتبر السياحة من أهم مصادر الدخل لكثير من بلدان البحر الأبيض المتوسط. كما أنها تدعم المجتمعات الصغيرة في المناطق الساحلية والجزر من خلال توفير مصادر بديلة للدخل بعيدة عن المراكز الحضرية. ولكنها لعبت أيضا دورا كبيرا في تدهور البيئة الساحلية والبحرية. وقد شجعت حكومات البحر الأبيض المتوسط التطور السريع لدعم الأعداد الكبيرة من السياح الذين يزورون المنطقة كل سنة. ولكنه سببت اضطرابات خطيرة للموائل البحرية كتآكل التربة والتلوث في أغلب الأماكن على طول سواحل البحر الأبيض المتوسط.
تركز السياحة غالبا على المناطق ذات الثروات الطبيعية العالية، مما يشكل تهديدا خطيرا لمواطن الكائنات المهددة بالانقراض مثل السلاحف البحرية والفقمة. ومن المثير للسخرية أن السياحة في هذه المنطقة تدمر أساسيات وجودها. وأنه لا مفر من أن السياح سيغادرون البحر الأبيض المتوسط ويصبح قد استنفد الكثير من جماله الطبيعي.

### الصيد الجائر
إن مستويات المخزون السمكي في البحر الأبيض المتوسط متدنية إلى حد القلق. تقول الوكالة الأوروبية للبيئة أن أكثر من 65% من المخزون السمكي في المنطقة يعتبر خارج الحدود البيولوجية الآمنة، وإن بعض أسماك الصيد المهمة - مثل البكورة، التونة، النازلي، مارلن، سمكة السيف، البوري الأحمر والشعوم مهددة.
وهناك دلائل واضحة على أن الصيد والنوعية قد انخفض حجمها، وأحيانا تكون كثيرًا، وقد اختفت الكائنات الأكبر والأطول عمرا تماما من الصيد التجاري في كثير من المناطق.
إن اسماك المياه المفتوحة الكبيرة مثل التونة يعتبر مصدر الصيد المشترك لآلاف السنين والآن مخزونه منخفضة بشكل خطير. في عام 1999، نشرت غرينبيس (منظمة السلام الأخضر) تقريرا يكشف عن أن كمية التونة في البحر المتوسط انخفضت بنسبة تزيد على 80% في السنوات ال 20 السابقة والعلماء يحذرون من أن الحكومة لم تتخذ إجراءات فورية في انهيار السوق.

### الزراعة المائية

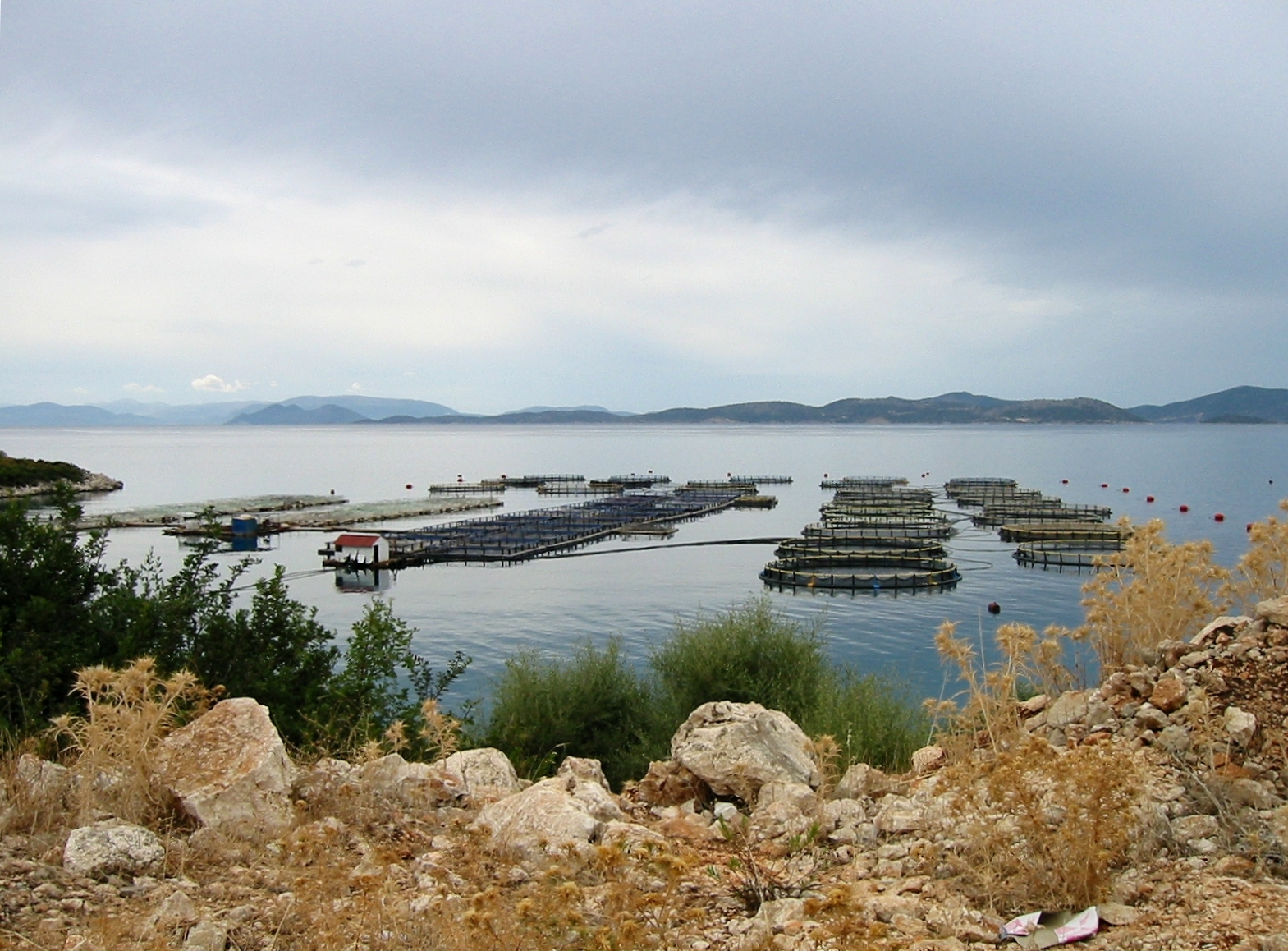
زراعة مائية غرب اليونان

توسعت الزراعة المائية بشكل سريع - غالبا بدون تقدير للبيئة - وفي الوقت الحاضر يمثل بروتين الأسماك 30% من الاستهلاك العالمي. تدعي اشركات الزراعية أن المأكولات البحرية المستزرعة تقلل من الضغط على المخزونات السمكية الطبيعي، ولكن الكثير من الكائنات المستزرعة آكلة اللحوم، وتستهلك ما يصل إلى خمسة أضعاف وزنها من الأسماك الطبيعي.
إن مناطق البحر الأبيض المتوسط الساحلية معرضة أكثر لتأثير البشر، فالمناطق البكر أصبحت أكثر ندرة من أي وقت مضى. وقطاع الزراعة المائية يزيد هذه الضغوط، الأمر الذي يتطلب مناطق مائية عالية الجودة لإقامة المزارع. يكون إنشاء المزارع السمكية بالقرب من الموائل المهمة والغير محصنة مثل مروج الأعشاب البحرية.
كما أن إنتاج الزراعة المائية في البحر المتوسط يهدد التنوع البيولوجي من خلال إدخال كائنات جديدة إلى المنطقة، وكذلك مخلفات المزارع العضوية والكيميائية تأثر على البيئة المحيطة وتدمر الموائل الساحلية.